# Mogulska arhitektura
Mogulska arhitektura je vrsta indo-islamske arhitekture, ki so jo razvili Moguli v 16., 17. in 18. stoletju skozi ves čas spreminjajoč se obseg njihovega cesarstva na Indijski podcelini. Razvila se je iz arhitekturnih slogov prejšnjih muslimanskih dinastij v Indiji ter iz iranske in srednjeazijske arhitekturne tradicije, zlasti timuridske arhitekture. Prav tako je dodatno vključila in sinkretizirala vplive iz širše indijske arhitekture, zlasti med vladavino Akbarja (vladal 1556–1605). Mogulske stavbe imajo enoten vzorec strukture in značaja, vključno z velikimi čebulastimi kupolami, vitkimi minareti na vogalih, masivnimi dvoranami, velikimi obokanimi prehodi in občutljivim okrasjem; primere tega sloga najdemo v sodobnem Afganistanu, Bangladešu, Indiji in Pakistanu.
Dinastija Mogulov je bila ustanovljena po zmagi Baburja v bitki pri Panipatu leta 1526. Med svojo petletno vladavino se je Babur zelo zanimal za postavitev stavb, čeprav jih je malo preživelo. Njegov vnuk Akbar je gradil na široko in slog se je močno razvil med njegovo vladavino. Med njegovimi dosežki so bili utrdba Agra, mesto trdnjava Fatehpur Sikri in Buland Darvaza. Akbarjev sin Džahangir je naročil vrtove Šalimar v Kašmirju.
Mogulska arhitektura je dosegla vrhunec med vladavino šaha Džahana, ki je zgradil: Tadž Mahal, Petkova mošeja, Delhi, vrtovi Šalimar, Lahore in prenovil trdnjavo Lahore. Visoki uradniki pod cesarjem so prav tako lahko zgradili velike spomenike, kot je na primer mošeja Vazir Khan. Zadnji od velikih mogulskih arhitektov je bil Aurangzeb, ki je zgradil ošejo Badšahi, Bibi Ka Maqbara, Moti Masjid itd.

## Ozadje
Mogulski cesarji in elita so zavestno uporabljali arhitekturo kot način javnega prikazovanja svoje prisotnosti in moči. Obsežno arhitekturno pokroviteljstvo Mogulov je omogočilo njihovo precejšnje bogastvo, ki je preseglo bogastvo drugih sodobnih muslimanskih imperijev, kot sta Osmansko in Safavidsko. Na Indijski podcelini je iz mogulskega obdobja ohranjenih več spomenikov kot iz katerega koli drugega obdobja. Večji spomeniki tega časa so mošeje, mavzoleji, palače, vrtovi in trdnjave.
Mogulska arhitektura je izhajala iz treh glavnih arhitekturnih tradicij: lokalne indo-islamske arhitekture, arhitekture islamske Perzije in Srednje Azije ter avtohtone hindujske arhitekture. Ker si je prejšnja indo-islamska arhitektura že izposodila hindujske in islamske arhitekturne sloge, je nekatere vplive v mogulski arhitekturi težko pripisati enemu ali drugemu viru. Kar zadeva hindujsko arhitekturo, so imele lokalne radžputske palače verjetno ključni vpliv. Zgodnja mogulska arhitektura se je razvila iz obstoječe indo-islamske arhitekture, medtem ko je sledila modelu timuridske arhitekture (s sedežem v Srednji Aziji), deloma zaradi timuridskega porekla ustanovitelja mogulske dinastije Baburja. Do poznega 16. stoletja se je na podlagi kombinacije teh dveh virov pojavila bolj značilna mogulska tradicija.
Pod vladavino Akbarja (vladal 1556–1605) je bila uporaba hindujskih arhitekturnih elementov še posebej plodna, tudi v odmevnih gradbenih projektih, kot je Fatehpur Sikri. Pod njegovimi nasledniki je prišlo do premika k bolj tipično islamskim arhitekturnim načrtom. Zlasti pod Akbarjem so bili nemuslimani prisotni med najvišjimi uradniki in so lahko postali tudi pokrovitelji arhitekture. Najbolj opazen primer je Radža Man Singh, hindujski emir, ki je zgradil tako hindujske templje kot muslimanske mošeje in svetišča.
Med vladavino šaha Džahana (vladal 1628–1658) se je 'klasični' mogulski slog utrdil in ostal v bistvu v uporabi do konca mogulskega obdobja. Določena stopnja slogovne doslednosti je bila v tem obdobju dosežena po vsem cesarstvu zahvaljujoč vlogi osrednjega oddelka arhitektov, podobnega imperialnim arhitektom, ki so obstajali v Osmanskem cesarstvu.
Mogulska arhitektura je vplivala tudi na kasnejše indijske arhitekturne sloge, vključno z indo-saracenskim slogom Britanskega Raja, radžputskim slogom in sikovskim slogom.

## Značilnosti

### Splošno
Mogulsko arhitekturo odlikuje eleganten slog, v katerem so previdne linearne delitve prostorov in površin imele prednost pred bolj tridimenzionalno kombinacijo elementov, ki so odlikovali zgodnejšo indo-islamsko arhitekturo. Tudi uporaba barv je bila razmeroma zadržana, s poudarkom na zaključnih površinah s kakovostnimi, poliranimi materiali. Čebulne kupole in ogivni loki so bili med najvidnejšimi ponavljajočimi se elementi. Poleg kupol in obokov se je nadaljevala tudi lokalna tradicija gradnje entablatur, zlasti v posvetni arhitekturi, kot so palače.
Druga značilnost je bila uporaba rdečega peščenjaka kot gradbenega materiala, skupaj z belim marmorjem. To je nadomestilo pomen opeke v zgodnejši indo-islamski arhitekturi, čeprav so se gradbeni materiali še vedno razlikovali glede na regijo. Peščenjak je zelo trd material, vendar so bili lokalni indijski kamnoseki spretni v klesanju z zapletenimi podrobnostmi, kar je bila še ena značilnost mogulskega sloga. Beli marmor je bil sprva uporabljen kot obloga, ki je dopolnjevala videz stavb iz peščenjaka, na primer v Humajunovi grobnici, kasneje pa so ga uporabljali v večjem obsegu za pokrivanje celotnih stavb, na primer v Tadž Mahalu. Opeka se je včasih še vedno uporabljala za kupole in loke, vendar je bila v teh primerih običajno obložena z ometom ali kamnom kot zaključkom.

### Dekoracija
Okrasni motivi so vključevali geometrijske in cvetlične vzorce, pa tudi dovršene napise v arabščini, perzijščini in celo v lokalnih jezikih v poznem mogulskem obdobju. Dekoracija je bila običajno izvedena v ploščicah ali kamnu.
Ploščice so bile pogosteje uporabljene za zunanjost stavb in so obstajale v dveh glavnih vrstah: cuerda seca in mozaične ploščice. Ploščice Cuerda seca so bile okrašene z barvnimi glazurami, ločenimi s temnimi črtami, medtem ko so mozaične ploščice sestavljale enobarvne kose ploščic, ki so bili razrezani in združeni, da so ustvarili večje vzorce.
Kamnoseštvo je bilo visoke kakovosti in označuje enega najbolj prefinjenih vidikov mogulske dekoracije. Izklesane kamnine so vključevale bogato okrašene stebre in konzole, ravne plošče, izrezljane v nizkem reliefu z upodobitvami rož, in preluknjane marmorne zaslone, znane kot džalis. Pietra dura, znana kot parchin kari na indijski podcelini, je bila tehnika okraševanja z intarziranim kamnom. V tem prostoru se je razvila neodvisno od drugod znane italijanske tehnike.

### Vplivi
Elementi zgodnejše indo-islamske arhitekture, ki so se nadaljevali v mogulski arhitekturi, so zaobljeni (večlistni) loki, ki so se pojavili prej v arhitekturi Delhija in Gudžarata, pa tudi streha do-čala, značilnost, ki izvira iz bengalske arhitekture in je bila sprejeta.
Značilnosti perzijskega ali srednjeazijskega (Timuridskega) vpliva so bili ivan (obokan prostor, odprt na eno stran), uporaba kupol, koničast lok s štirimi središči, uporaba okrasnih ploščic in vrsta vrta čarbagh, skupaj z različnimi drugimi motivi in postavitvami stavb. Pri konstrukciji kupole so v nekaterih primerih uporabili trompe v perzijskem slogu, v drugih primerih pa so bile kupole podprte z ravnimi tramovi nad vogali prostora.
Elementi mogulske arhitekture, ki izkazujejo hindujske vplive, vključujejo uporabo prekladnih konstrukcij, uporabo nepravih obokov namesto lokov s sklepnimi kamni in slog okrašeno izrezljanih stebrov. Džharokha (štrleči balkoni), čhatri (paviljoni, okrašeni s kupolami) in čhadždža (široki kamniti napušči) so prav tako elementi, ki so bili izposojeni iz lokalne hindujske arhitekture in so postali zelo priljubljeni v mogulski arhitekturi. Nekateri elementi, kot so štrleči balkoni, so imeli vzporednice v islamski arhitekturi drugje, vendar so bile njihove specifične mogulske oblike lokalnega navdiha.

### Glavne vrste zgradb
Velike utrjene citadele ali kompleksi palač, kot sta utrdba Agra in Rdeča trdnjava v Delhiju, so bili obdani z masivnimi zidovi, okrepljenimi s polkrožnimi stolpi, v katere se je vstopalo skozi monumentalna vrata. V notranjosti je bila klasična mogulska palača urejena s simetričnimi vrtovi in različnimi paviljoni. Odprti paviljoni z vrstami zaobljenih lokov so bili ponavljajoča se značilnost. Z bogatim okrasjem so olepšali sobe in dvorane.
Vrtovi so bili najljubša skrb mogulskih cesarjev, ne glede na to, ali so bili ustvarjeni kot ločeni, namenski vrtovi ali kot prostori za paviljone in mavzoleje znotraj večjih arhitekturnih kompleksov. Postavljeni so bili na formalen način s terasami, natančnimi delitvami in vodnimi elementi.
Mošeje so bile relativno bolj zadržane v svoji dekoraciji, vendar so bile zgrajene v velikem obsegu. Tipična postavitev mošeje v klasični mogulski dobi je vključevala veliko pravokotno dvorišče, obdano z arkado na treh straneh in molilnico na eni strani. Molitveno dvorano je sestavljala široka obokana dvorana, ki jo je vodila arkada monumentalnih lokov, pri čemer je osrednji lok sestavljal večji ivan, ki se je dvigal nad drugimi.
Najbolj monumentalne in dodelane mogulske strukture so bili kraljevi mavzoleji, namerno zasnovani tako, da pokažejo moč in prefinjenost svojih pokroviteljev. Klasična mogulska grobnica je bila osmerokotna ali pravokotna struktura z osrednjo kupolo in zunanjimi iwani, dvignjena na terasasti ploščadi.
Druge javne stavbe in infrastrukturna dela so vključevale ceste, miljnike (znane kot kos minar), karavanseraje (gostišča za trgovce in popotnike) in mostove. Te so bile bolj funkcionalne narave in manj dekorativne, čeprav so bili nekateri karavanseraji okrašeni z dovršenimi vhodnimi vrati.

## Spomeniki

### Babur
Arhitekturno pokroviteljstvo Baburja, prvega mogulskega cesarja, je znano predvsem po terasastih vrtovih. Ti vrtovi, pogosto postavljeni v palačah in citadelah, so bili oblikovani po perzijskem tipu Čarbagh ('štirje vrtovi'), v katerem so vrtovi geometrično razdeljeni na različne parcele, običajno štiri enake dele. Ta tip je sledil timuridskim predhodnikom, čeprav je bila uporaba vodnih kanalov kot linearnih ločnic morda mogulska inovacija. Sam Babur je bil sprva pokopan v Agri, leta 1644 pa je bil njegov grob prestavljen v enega njegovih najljubših vrtov v Kabulu, ki je zdaj znan kot Baburjevi vrtovi.
V religiozni arhitekturi so Baburjeve mošeje prav tako sledile zasnovam prejšnjih timuridskih mošej z visokim osrednjim vhodnim portalom (pishtaq), dvoriščem in molitveno dvorano, ki jo pokriva velika osrednja kupola, obkrožena s stranskimi ladjami, ki jih pokrivajo manjše kupole. Primer tega je njegova mošeja v Panipatu.

### Akbar

#### Utrdba Agra
Utrdba Agra je na Unescovem seznamu svetovne dediščine v Agri, Utar Pradeš. Večji del utrdbe Agra je zgradil Akbar med letoma 1565 in 1574. Arhitektura jasno kaže na svobodno sprejetje Radžputskega načrtovanja in gradnje. Nekatere pomembne stavbe v utrdbi so Džahangiri Mahal, zgrajena za Džahangirja in njegovo družino, Moti Masjid in bazarji Mena. Džahangiri Mahal ima dvorišče, obdano z dvonadstropnimi dvoranami in sobami.

#### Humajunova grobnica
Humajunova grobnica je grobnica mogulskega cesarja Humajuna v Delhiju v Indiji. Grobnico je leta 1569–70 naročila Humajunova prva žena in glavna soproga, cesarica Bega Begum (znana tudi kot Hadži Begum), zasnovala pa sta ju Mirak Mirza Ghijas in njegov sin Sajid Muhamad, perzijska arhitekta, ki ju je izbrala ona. To je bila prva vrtna grobnica na indijski podcelini. Pogosto velja za prvi zrel primer mogulske arhitekture.

#### Fatehpur Sikri
Akbarjev največji arhitekturni dosežek je bila gradnja Fatehpur Sikrija, njegovega glavnega mesta blizu Agre na trgovskih in džainističnih romanjih. Gradnja mesta z obzidjem se je začela leta 1569 in končala leta 1574.
Vsebovala je nekaj najlepših stavb – verskih in posvetnih, ki pričajo o cesarjevem cilju doseči družbeno, politično in versko integracijo. Glavne verske stavbe so bile ogromna Petkova mošeja in majhna grobnica Salima Čistija. Buland Darvaza, znana tudi kot Vrata veličastnosti, je leta 1576 zgradil Akbar v spomin na svojo zmago nad Gudžaratom in Dekanom. Visoka so 40 metrov in 50 metrov od tal. Skupna višina konstrukcije je približno 54 metrov od tal.
Haramsara, kraljevi harem v Fatehpur Sikriju, je bilo območje, kjer so živele kraljeve ženske. Odprtina v Haramsaro je s strani Khvabgah, ločena z vrsto križnih hodnikov. Po besedah Abul Fazla v Ain-i-Akbariju so notranjost harema varovale starejše in aktivne ženske, zunaj ograde so bili postavljeni evnuhi, na primerni razdalji pa so bili zvesti stražarji Radžput.
Palača Džodha bai je največja palača v seralju Fatehpur Sikri, povezana z manjšimi četrtmi haramsara. Glavni vhod je dvonadstropni, štrli iz fasade in ustvarja nekakšno verando, ki vodi v poglobljen vhod z balkonom. V notranjosti je štirikotnik, obdan s sobami. Stebri sob so okrašeni z različnimi hindujskimi kiparskimi motivi.

#### Grobnica Salima Chistija
Grobnica Salima Čishtija slovi kot eden najboljših primerov mogulske arhitekture v Indiji, zgrajena v letih 1580 in 1581. Grobnica, zgrajena leta 1571 v kotu mošejskega kompleksa, je kvadratna marmorna soba z verando. Okoli kenotafa je izvrstno oblikovan mrežast zaslon. V njej je grob sufijskega svetnika Salima Čistija (1478–1572), potomca Khvadža Moinudina Čištija iz Adžmerja, ki je živel v votlini na grebenu Sikrija. Mavzolej, ki ga je zgradil Akbar v znak spoštovanja do sufijskega svetnika, ki je napovedal rojstvo njegovega sina.

### Jahangir

#### Mošeja Begum Šahi
Mošeja Begum Šahi je mošeja iz zgodnjega 17. stoletja v obzidanem mestu Lahore v Pakistanu. Mošejo je med letoma 1611 in 1614 med vladavino mogulskega cesarja Džahangirja zgradila njegova mati Mariam-Uz-Zamani in je najzgodnejša mošeja v Lahorejuu iz mogulskega obdobja. Znana je po izvrstni freski, okrašeni z geometrijskimi in cvetličnimi motivi, naslikanimi na štukaturi, skupaj z napisi božjih imen. Mošeja je kasneje vplivala na gradnjo večje mošeje Vazir Khan nekaj desetletij pozneje.

#### Grobnica I'timād-ud-Daulaha
Grobnica I'timād-ud-Daulaha je mavzolej v mestu Agra v indijski zvezni državi Utar Pradeš. Pogosto opisana kot škatla z dragulji, včasih imenovana Bachcha Tadž, saj se grobnica I'timād-ud-Daulaha pogosto obravnava kot osnutek Tadž Mahala.

### Šah Džahan
Namesto da bi Šah Džahan zgradil ogromne spomenike kot njegovi predhodniki, da bi pokazal svojo moč, je zgradil elegantne spomenike. Moč in izvirnost tega prejšnjega gradbenega sloga sta se pod šahom Džahanom umaknili občutljivi eleganci in prefinjenosti podrobnosti, ponazorjeni v palačah, postavljenih med njegovo vladavino v Agri, Delhiju in Lahoreju. Nekateri primeri so Tadž Mahal v Agri, grobnica njegove žene Mumtaz Mahal, pod vodstvom glavnega arhitekta Ustada Ahmada Lahorija, pandžabskega muslimana. Moti Masjid (Biserna mošeja) v trdnjavi Agra in Petkova mošeja v Delhiju, slednja je bila zgrajena pod nadzorom njegovega velikega vezirja, Sadulaha Kana, pandžabskega muslimana, sta impozantni stavbi njegove dobe, njun položaj in arhitektura je bila skrbno premišljena, da bi ustvarila prijeten učinek in občutek prostorne elegance in dobro uravnoteženega razmerja delov. Šah Džahan je prenovil tudi stavbe, kot so Moti Masjid, Šeš Mahal in paviljon Naulakha, ki so vse zaprte v trdnjavi Lahore. Zgradil je tudi mošejo, poimenovano po sebi v Thati, imenovano mošeja Šahdžahan (ni zgrajena v mogulskem slogu, ampak v safavidskem in timuridskem, na katere je vplivala perzijska arhitektura). Šah Džahan je prav tako zgradil Rdečo trdnjavo v svoji novi prestolnici Šah Džahanabad, zdaj Old Delhi. Rdeča trdnjava iz rdečega peščenjaka je znana po svojih posebnih zgradbah - Divan-i-Aam in Divan-i-Khas. Med njegovim mandatom v Lahoreju je bila zgrajena še ena mošeja, imenovana mošeja Vazir Kan, ki jo je zgradil šejk Ilm-ud-din Ansari, ki je bil cesarjev dvorni zdravnik. Slovi po bogatem okrasju, ki pokriva skoraj vse notranje površine. Splošna javna dela visokih plemičev Šah Džahanovih emirjev so vključevala Ali Mardan Khan, Ilmuddin Wazir Khan, Khan-i Dauran Nasiri Khan in Kartalab Khan Deccani.

#### Tadž Mahal
Tadž Mahal, ki je del svetovne dediščine, je med letoma 1632 in 1653 zgradil cesar Šah Džahan v spomin na svojo ženo Mumtaz Mahal. Njegova gradnja je trajala 22 let in je zahtevala 22.000 delavcev in 1000 slonov, stala pa je 32 milijonov rupij (kar ustreza 827 milijonom ameriških dolarjev v letu 2015). Je velika stavba iz belega marmorja, ki stoji na kvadratnem podstavku in je sestavljena iz simetrične zgradbe z ivanom (vrata v obliki loka), na vrhu katere je velika kupola in zaključek.
Najdaljša ravnina simetrije stavbe poteka skozi celoten kompleks, razen sarkofaga Šaha Džahana, ki je postavljen izven sredine v kriptni sobi pod glavnim nadstropjem. Ta simetrija je razširjena na gradnjo celotne zrcalne mošeje iz rdečega peščenjaka, ki dopolnjuje mošejo, obrnjeno proti Meki, postavljeno zahodno od glavne strukture. Parčin kari (Pietra dura), metoda okraševanja velikega obsega z intarzijami draguljev in dela džali, je bila uporabljena za okrasitev strukture.

#### Mošeja Vazir Khan
Mošeja Vazir Khan je bila naročena med vladavino mogulskega cesarja Šah Džahana leta 1634 in dokončana leta 1642. Mošeja, ki velja za najbolj bogato okrašeno mošejo iz mogulske dobe, je znana po svojih zapletenih ploščicah iz fajanse, znanih kot kaši-kari, pa tudi po svojih notranjih površinah, ki so skoraj v celoti okrašene z dovršenimi freskami iz mogulske dobe. Mošeja je bila v obsežni obnovi od leta 2009 pod vodstvom sklada Aga Khan za kulturo in vlade Pandžaba.

#### Vrtovi Shalimar
To je mogolski vrtni kompleks v Lahoreju, glavnem mestu pakistanske province Pandžab. Vrtovi izvirajo iz obdobja, ko je bilo mogulsko cesarstvo na vrhuncu umetnosti in estetike. Gradnja vrtov se je začela leta 1641 v času vladavine cesarja Šah Džahana in je bila dokončana leta 1642. Leta 1981 so bili vrtovi Šalimar vpisani na Unescov seznam svetovne dediščine, saj utelešajo mogulsko vrtno zasnovo na vrhuncu razvoja.

#### Mošeja Šaha Džahana
Mošeja Šaha Džahana je osrednja mošeja mesta Thata v pakistanski provinci Sindh. Mošejo je šah podaril mestu v znak hvaležnosti. Na njegov slog je močno vplivala srednjeazijska timuridska arhitektura, ki je bila uvedena po pohodih šaha Džahana blizu Balha in Samarkanda. Mošeja velja za najbolj dovršen prikaz polaganja ploščic v južni Aziji in je znana tudi po geometrijskem opečnem delu - dekorativnem elementu, ki je nenavaden za mošeje iz mogulskega obdobja.

#### Šhahi Hamam
Šahi Hamam je kopelišče v perzijskem slogu, ki je bilo zgrajeno v Lahoreju v Pakistanu leta 1635 med vladavino cesarja Šaha Džahana. Zgradil ga je glavni zdravnik mogulskega dvora, Ilam-ud-din Ansari, ki je bil splošno znan kot Vazir Kan. Kopališče so bilo zgrajeno kot vakuf ali obdaritev za vzdrževanje mošeje Vazir Kana.

### Aurangzeb
Med Aurangzebovo vladavino (1658–1707) sta kamen in marmor zamenjala opeka ali ruševine s štukaturnimi ornamenti. Srirangapatna in Lucknov imata primere kasnejše indo-mogolske arhitekture. Dodal je trdnjavo Lahore in zgradil tudi ena od trinajstih vrat, ki so bila pozneje poimenovana po njem (Alamgir).

#### Mošeja Badšahi
Mošejo Badšahi v Lahoreju v Pakistanu je dal zgraditi šesti mogulski cesar Aurangzeb. Zgrajena med letoma 1673 in 1674 je med največjimi mogulskimi mošejami in zadnja od cesarskih mošej, ki so bile zgrajene. Mošeja meji na trdnjavo Lahore in je zadnja v nizu kongregacijskih mošej iz rdečega peščenjaka. Rdeči peščenjak sten je v nasprotju z belim marmorjem kupol in subtilnim intarzijskim okrasjem. Arhitekturni načrt Aurangzebove mošeje je podoben načrtu njegovega očeta Šaha Džahana, Petkova mošeja v Delhiju; čeprav je veliko večji. Deluje tudi kot idgah. Dvorišče, ki se razprostira na 25.641 kvadratnih metrov, lahko sprejme sto tisoč vernikov; v mošeji jih lahko sprejme deset tisoč. Minareti so visoki 60 m. Mošeja je ena najbolj znanih mogulskih struktur, vendar je močno trpela pod vladavino maharadže Randžita Singha. Leta 1993 je pakistanska vlada mošejo Badšahi vključila na poskusni seznam Unescove svetovne dediščine.

## Vrtovi
Mogulski vrtovi so vrtovi, ki so jih zgradili moguli v islamskem slogu. Na ta slog so vplivali perzijski vrtovi. Zgrajeni so v strukturi čar bagh, ki je štirikotna vrtna postavitev, ki temelji na štirih rajskih vrtovih, omenjenih v Koranu. Ta slog naj bi ustvaril predstavitev zemeljske utopije, v kateri ljudje sobivajo v popolni harmoniji z vsemi elementi narave.
Štirikotni vrt je s sprehajalnimi potmi ali tekočo vodo razdeljen na štiri manjše dele. Premočrtne postavitve so v veliki meri uporabljene znotraj obzidanih ohišij. Nekatere tipične značilnosti vključujejo bazene, fontane in kanale znotraj vrtov.
Nekateri znani primeri mogulskih vrtov so Bagh-e-Babur v Kabulu, vrtovi Mehtab Bagh v Tadž Mahalu, vrtovi pri Humajunovi grobnici, vrtovi Šalimar v Lahoreju, vrtovi Vah v Vahu, Khusro Bagh v Prajagraju, pa tudi vrtovi Pindžore v Harjani.
Skupina šestih mogulskih vrtov Džamuja in Kašmirja (Pari Mahal, Nišat Bagh, Šalimar Bagh, Čašme Šahi, vrt Verinag, vrtovi Ačabal) je na začasnem seznamu Unescove svetovne dediščine v Indiji.

## Mostovi
Most Šahi, Džaunpur je bil zgrajen med vladavino mogulskega cesarja Akbarja, ki ga je v letih 1568–69 dokončal Munim Khan. Gradnja mostu je trajala štiri leta. Zasnoval ga je afganistanski arhitekt Afzal Ali.

## Galerija
- Dekorativno delo džali na grobnici Salima Čishtija, Fatehpur Sikri
- Akbarjeva grobnica v Agri uporablja rdeči peščenjak in beli marmor, tako kot mnogi mogulski spomeniki
- Džahangirjev grob pri grobnici Džahangirja, okrašen z delom parčin kari
- Grobnica Nithar Begum v Khusro Bagh, Alahabad, Indija
- Ena od grobnic Ustad-Šagird, Nakodar
- Darvaza-i-Rauza (Velika vrata) Tadž Mahala.
- Lahorijska vrata rdeče trdnjave, Delhi
- Šahada v arabski kaligrafiji v mošeji Vazir Kan, Lahore, Pakistan
- Divan-i-Khas (dvorana za zasebno avdienco) v trdnjavi Lahore
- Mošeja Šah Džahan v mestu Thata v Pakistanu. Mošeja ni zgrajena v mogulskem slogu, ampak odraža močan perzijski vpliv.